# BTR-4
Il BTR-4 "Bucefalo" è un veicolo trasporto truppe (APC) a otto ruote, dotato di trazione integrale con formula 8x8, sviluppato in Ucraina dal  Kharkiv Morozov Machine Building Design Bureau e prodotto nello stabilimento Malyšev.
Il BTR-4 "Bucefalo" è destinato al trasporto di soldati di unità meccanizzate e al supporto del fuoco in battaglia. Il BTR-4 è usato per equipaggiare unità in grado di combattere in varie condizioni, in particolare quando usano armi nemiche di distruzione di massa. L'APC può essere la macchina base per unità speciali di risposta rapida e marine . Il BTR-4 può eseguire le attività impostate tutto il giorno, in diverse condizioni climatiche, su strade con diversa copertura e in condizioni di fuoristrada completo. Intervallo di temperatura dell'aria di funzionamento da -40 a +55 °C .

## Storia della creazione
Il concetto di un'auto blindata è stato sviluppato nei primi anni 2000 dall'ufficio di progettazione meccanica di ingegneria di Kharkov . Il prototipo dimostrativo è stato presentato per la prima volta al pubblico nel giugno 2006 alla mostra Aviasvit-21 a Kiev. Le prove di sbarco del corazzato per il trasporto di personale corazzato si sono concluse nel gennaio 2007 . La produzione in serie è iniziata nel 2008 dopo aver ricevuto l'approvazione del Ministero della Difesa dell'Ucraina.
Il 24 luglio 2012, il BTR-4E è stato adottato dalle forze armate ucraine. Nel maggio 2016, il presidente dell'Ucraina Petro Poroshenko ha assegnato agli sviluppatori BTR-4E il Premio di Stato dell'Ucraina per la scienza e la tecnologia, e un premio onorario anche agli specialisti dell'impresa statale «Kharkov Design Bureau for Mechanical Engineering O. O. Morozova».

### Avvio della produzione in serie
Nel maggio 2016, la produzione in serie è stata avviata presso la ZhBTZ. Successivamente, l'intera produzione di BTR-4 sarà istituita a Zhytomyr, il che consentirà di aumentarne la produzione.

## Descrizione del design
A differenza della famiglia di mezzi corazzati sovietici ( BTR-60 / 70 / 80 ) e delle loro modifiche, il BTR-4 è un nuovissimo sviluppo puramente ucraino . La disposizione interna è simile a quella dei progetti occidentali, come il corazzato tedesco "Fuchs", con un compartimento del guidatore e del comandante nella parte anteriore dello scafo, il compartimento del motore al centro e il compartimento truppe nella parte posteriore. Si accede al compartimento di atterraggio attraverso le porte posteriori e i portelli del tetto e il compartimento di controllo della macchina è dotato di porte sui lati del corpo.

## La struttura del veicolo
Lo scafo del BTR-4 è modulare, completamente stagno, blindato, realizzato con fogli laminati in acciaio ed ha una struttura portante su cui sono installati tutti i componenti ed i meccanismi. Secondo STANAG 4569, il mezzo ha un livello 2 di protezione (Livello 2).
Il mezzo è anfibio e può navigare grazie a propulsori a getto montati nel retro dello scafo ai lati. Prima di entrare in acqua, il conducente attiva lo schermo riflettore ed attiva le pompe di drenaggio.
- anteriore - dipartimento di gestione ( autista e comandante ).
- medio - reparto trasmissione motori.
- posteriore - Unità di combattimento e anfibia (il tiratore che controlla il modulo di combattimento e l'unità di assalto anfibia)[1].

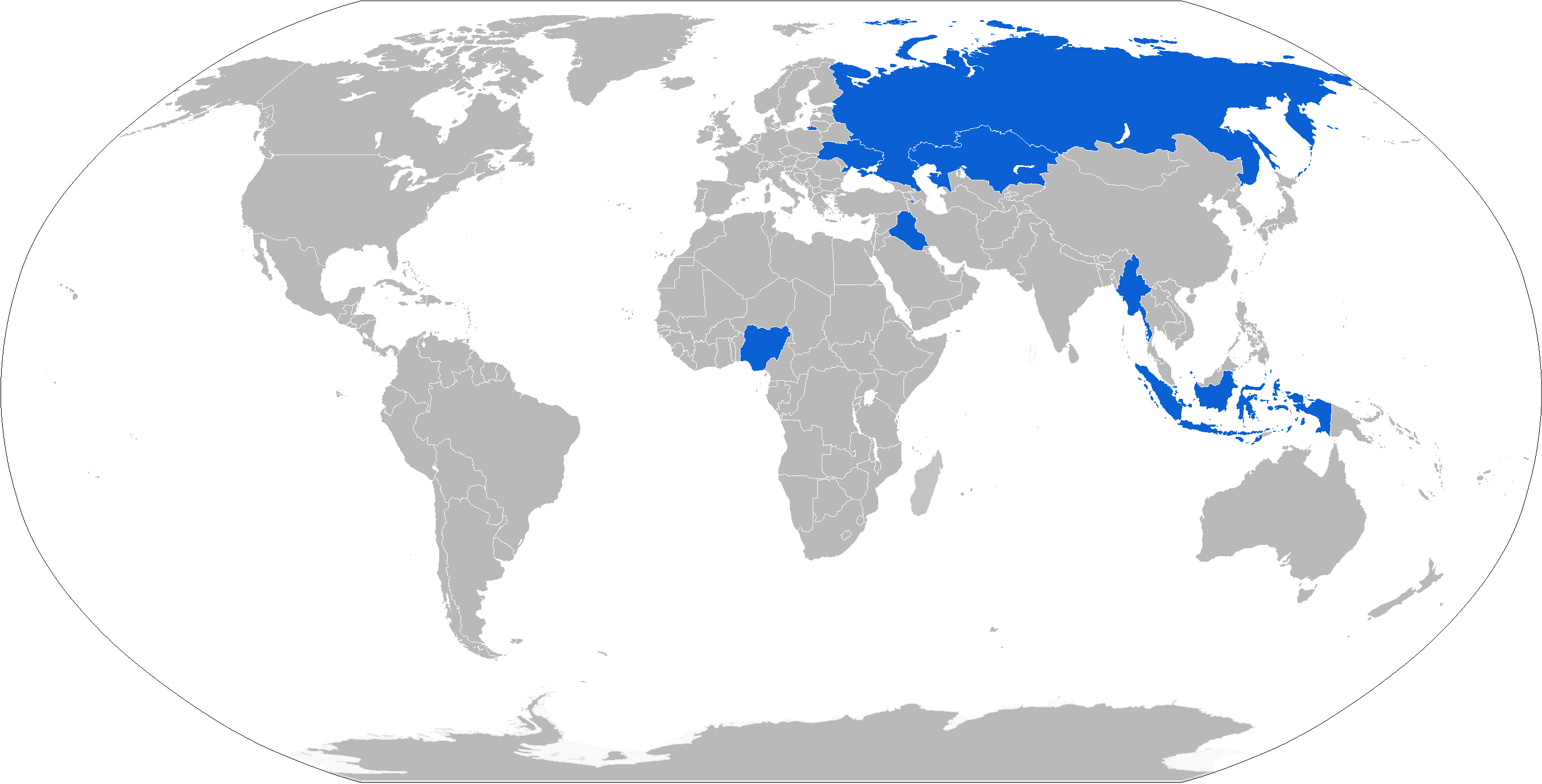
Operatori BTR-4 moderni.

## Galleria d'immagini

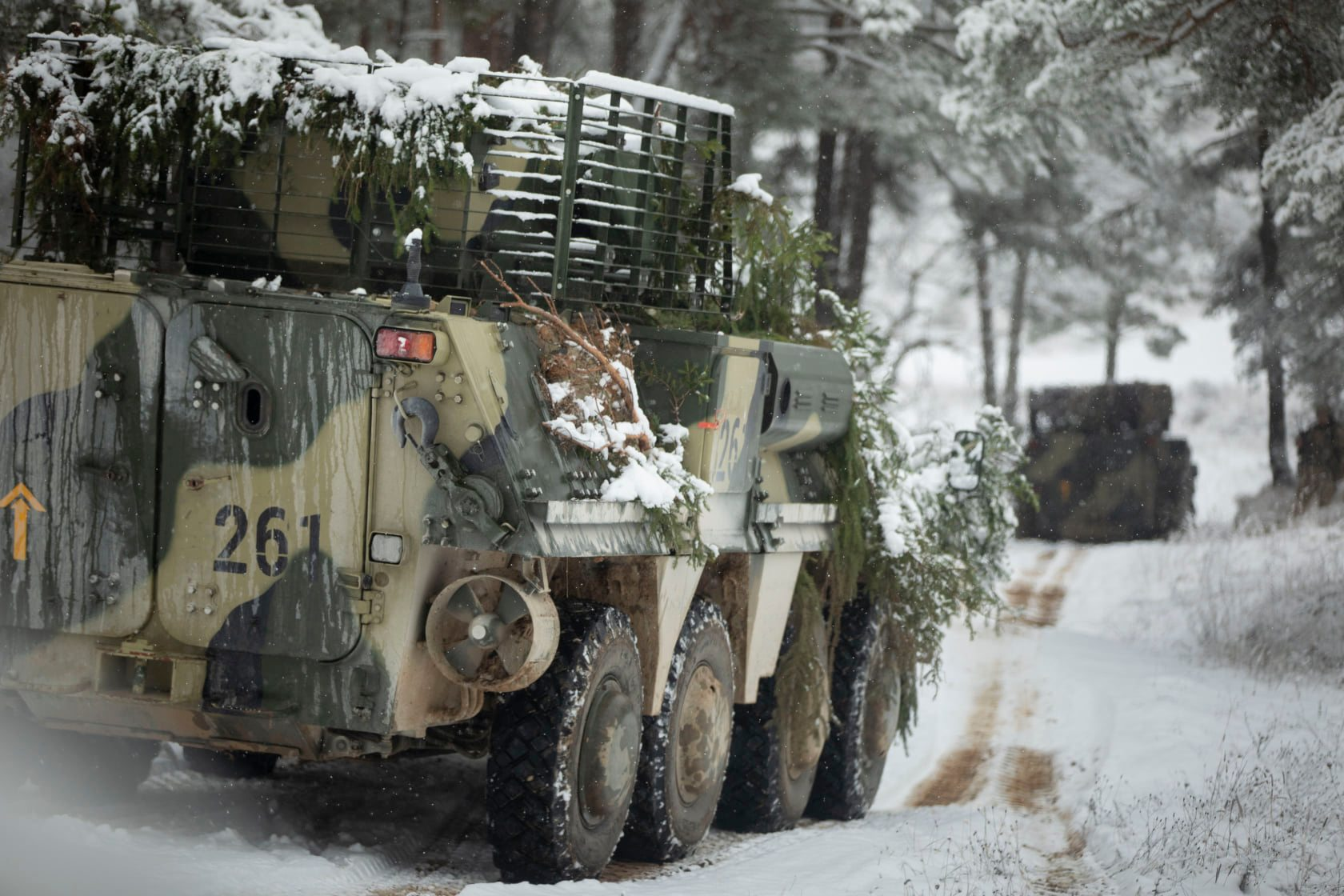
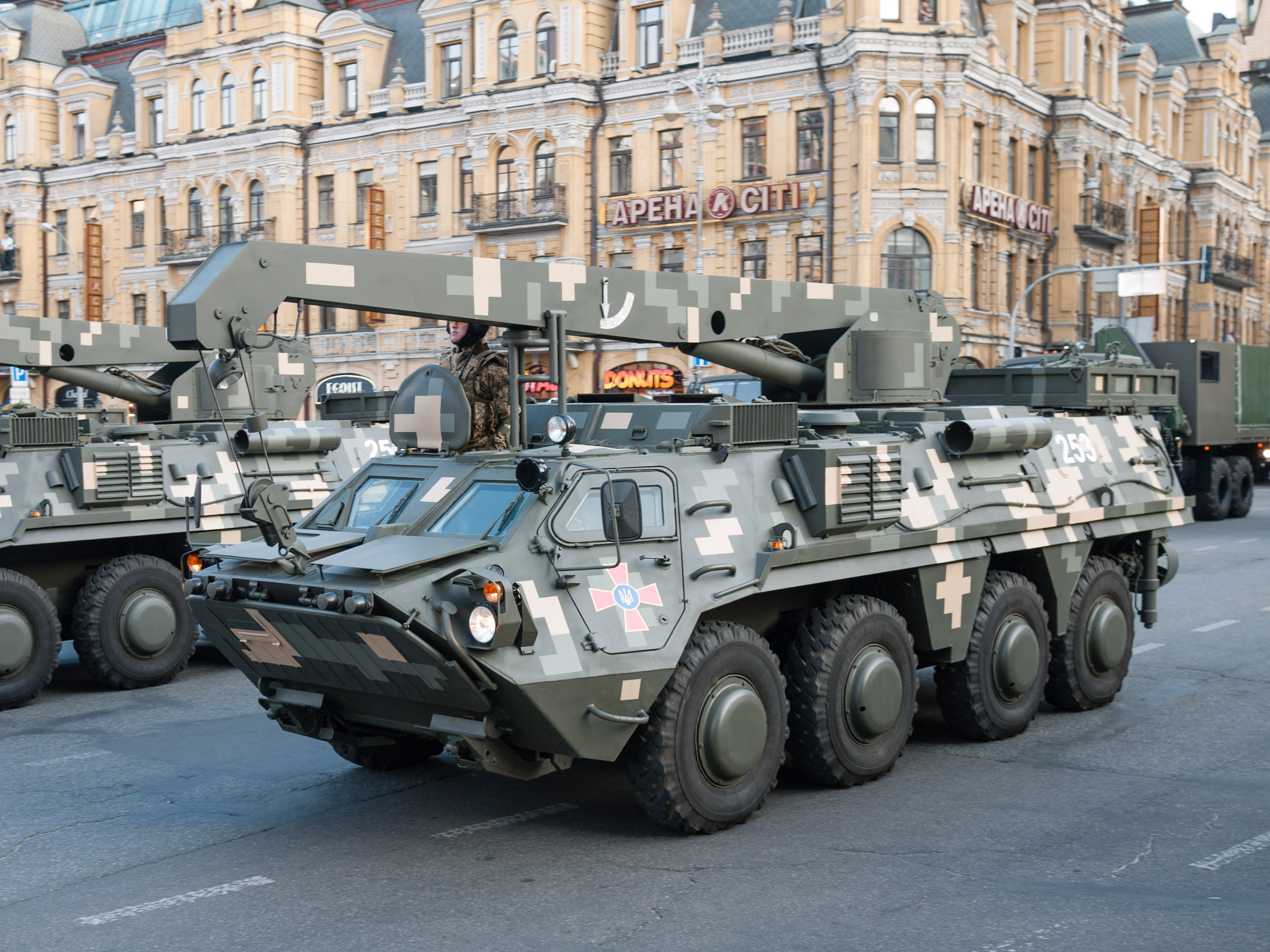
BREM-4RM
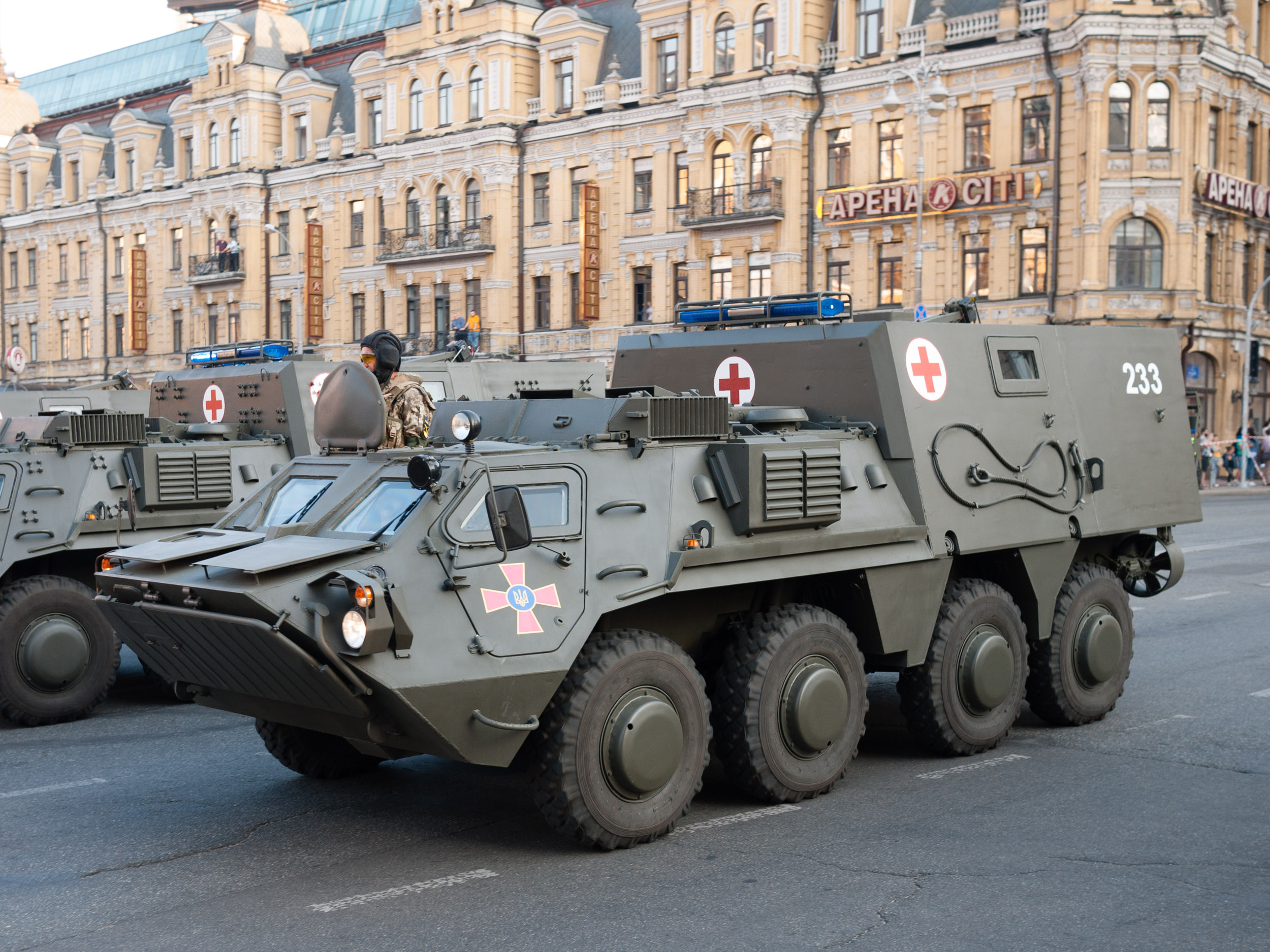
BBM-4K
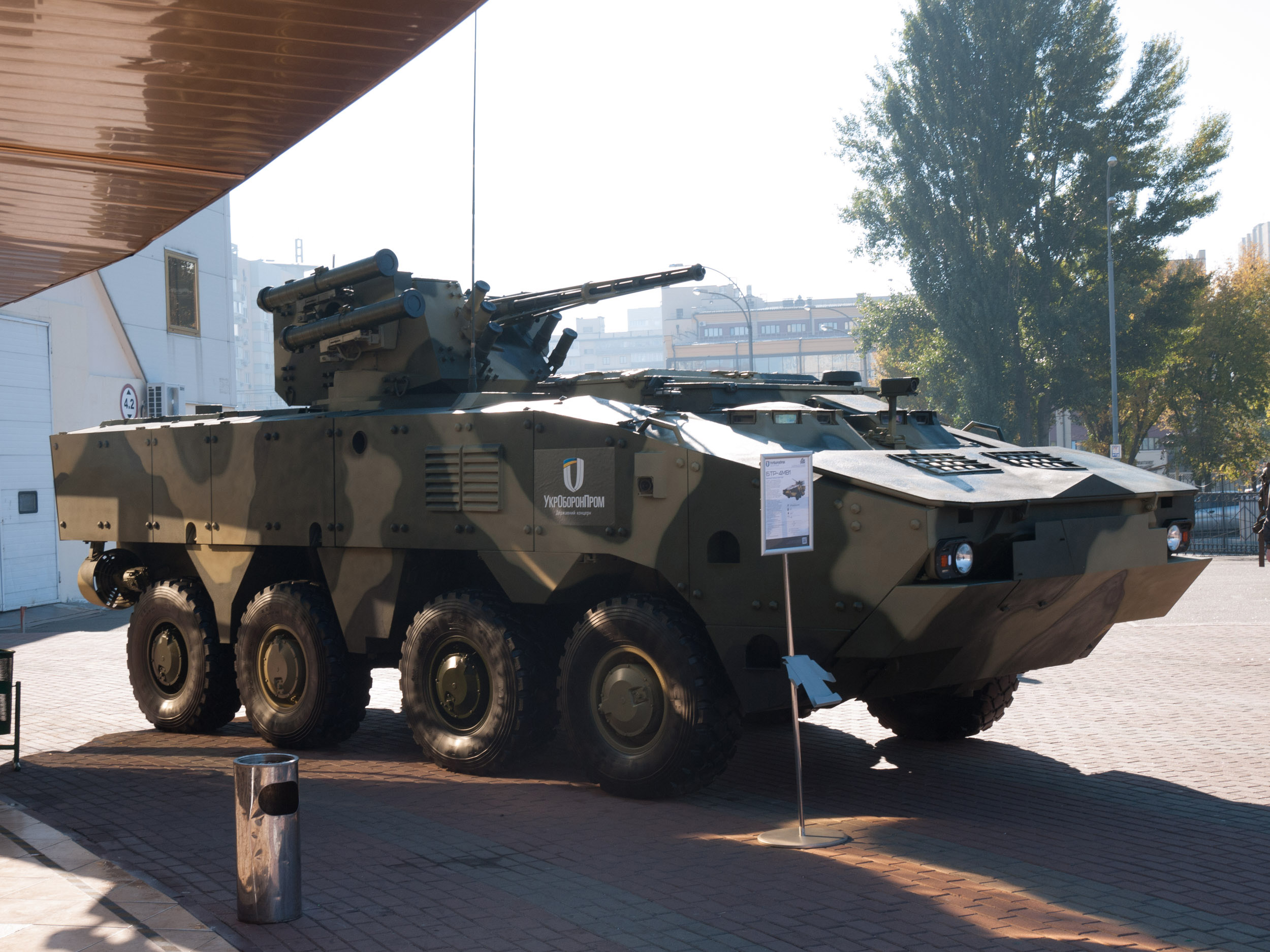
BTR-4MV1